# Museo del Ferrocarril de Guatemala
El Museo del Ferrocarril de Guatemala es una entidad del gobierno que está dedicado a la custodia del ferrocarril de Guatemala desde su origen hasta la actualidad. Ocupa la antigua estación ferroviaria en la Ciudad de Guatemala.

## Historia
Durante mucho tiempo se tuvo la idea de establecer un museo ferroviario en Guatemala. Todo comenzó ante el declive de la actividad ferroviaria, cuando un gran grupo de amantes del ferrocarril se preocuparon por conservar todos los equipos móviles, así como el material rodante y una de las estaciones, ya que son ejemplares auténticos de la tecnología de la época de la revolución industrial que se dio a finales del siglo XIX e inicio del siglo XX.
En 1991 el personal de talleres de los Ferrocarriles de Guatemala (FEGUA) informó que existía un plan de parte de ellos para negociar con la Compañía Recogedora de chatarra (CORECHA) la venta de la locomotora a vapor de 1948, n.º 205 que en ese momento aún operaba, la cual la iban a declarar como inservible y así poderla vender a un parque de diversiones en Estados Unidos.
Este fue el motivo principal por el que se organizó y se formó de manera urgente la Asociación de Amigos del Ferrocarril con el propósito de gestionar ante el gobierno del ingeniero Jorge Serrano Elías para proteger y conservar esta pieza ferroviaria, la cual se pretendía sacar del país fraudulentamente. Para ello se recolectaron más de 800 firmas en respaldo de las gestiones realizadas, aunque sin la aparente atención del gobierno, los cuales en forma discreta tomaron las medidas pertinentes para que no se consumara tal acto. Gracias a esto en la actualidad el Museo del Ferrocarril exhibe en un lugar privilegiado esta locomotora, la cual se conserva en óptimas condiciones. Este incidente constituye el primer caso en que un bien histórico ferroviario haya sido protegido con la valiosa colaboración de la ciudadanía.

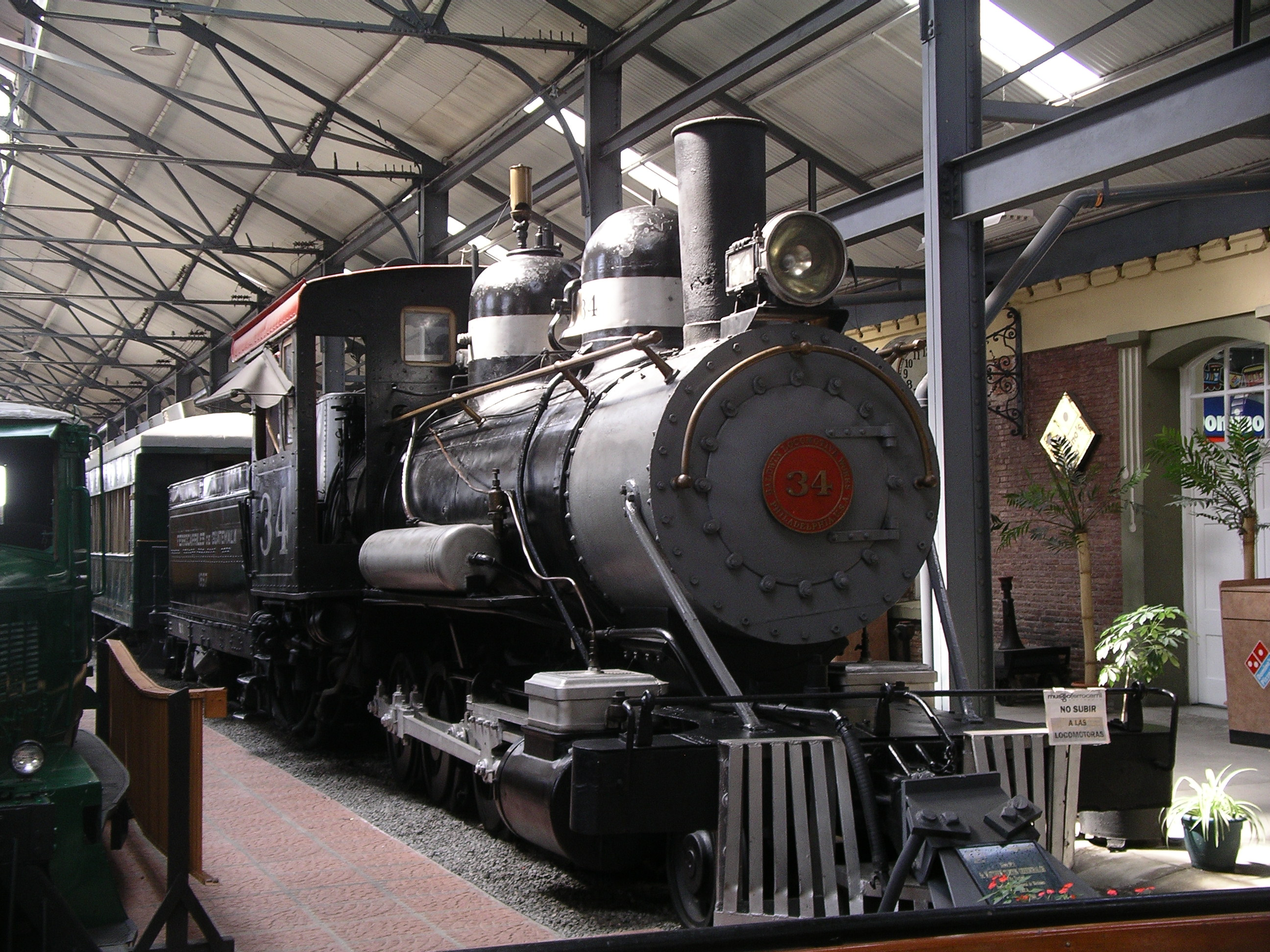
La locomotora a vapor Baldwin N.º 34 en el museo.

En el período de 1996-1997, la locomotora a vapor N.º 34, que fue fabricada en 1897, pretendían negociarla para viajes turísticos en España, pero los empleados de FEGUA se opusieron y manifestaron en ese entonces que: “La 34, únicamente saldría del patio de FEGUA sobre sus cadáveres”. Lo que convirtió a esta locomotora en un icono de los Ferrocarriles de Guatemala.
Un miembro de la Asociación, el Doctor Arturo Gramajo Mondal, reunió estas inquietudes y en el año 1997 presentó al gobierno de turno su proyecto de un Museo de Ciencias, Tecnología y Transporte, utilizando como infraestructura básica las instalaciones abandonadas de la Estación Central del Ferrocarril ubicada en la zona 1 capitalina de Guatemala.
Como segundo paso para la construcción del Museo del Ferrocarril, gracias a la solicitud del Dr. Gramajo Mondal ante el Ministerio de Cultura y Deportes, se logró la elaboración del inventario formal de todos los bienes históricos del Ferrocarril.
Este proyecto ambicioso se basaba principalmente en la preservación de los bienes históricos del Ferrocarril, complementados con ejemplares de otros tipos que incluirían transportes aéreos y de carretera.
También se pretendía la protección y adecuación de las instalaciones de la zona 1 capitalina de Guatemala, pues había iniciativas de naturaleza oficial y privada para derribarlas y construir un centro comercial y el Edificio del Congreso, sin reparar en el grave daño que se podía causar al patrimonio histórico del país.
Por iniciativa de Henry Posner III, en el 2002 organiza con algunos de los miembros de la anterior asociación "La Fundación de Amigos del  Ferrocarril". 
En enero de 2003, la Fundación presentó al Interventor de FEGUA el proyecto de museo del Dr. Gramajo, lo que motivó a la administración de turno que se realizara únicamente como Museo del Ferrocarril. Lastimosamente, esta obra se llevó a cabo sin la participación de sus impulsores originales.
Finalmente, el Museo del Ferrocarril de Guatemala abrió sus puertas el 8 de enero de 2004, habiéndose instituido también como Centro Cultural –FEGUA-.